# 藤堂元福
藤堂 元福（とうどう もとふく）は、伊勢国津藩藤堂采女家第5代。伊賀国上野城代。2代藩主藤堂高次の玄孫。

## 家系
藤堂采女家は、藤堂高虎に仕え藤堂姓を与えられた藤堂元則に始まり、代々の当主が「采女」の通称を名乗る。本姓保田氏。家紋は追洲流、三文字。初代元則以降伊賀上野城代を世襲した。

## 略歴
元文5年（1740年）藤堂家家臣藤堂新七郎良躬の五男として生まれる。母は采女家3代高稠の娘八重。幼名は「峯五郎」。
延享2年（1745年）8月28日、叔父の采女家4代元杜が死去。藩命で9月22日に采女家の家督を相続する。まだ幼いため祖父高稠の弟で分家当主の元甫が、藩より看抱を命じられ、代わって上野城代に就任した。
宝暦7年（1757年）上野城代に就任し、代々の通称の「采女」と名乗る。宝暦13年（1763年）養父元甫が編纂した伊勢、伊賀、志摩3国の地誌「三国地志」のうち未完成だった「志摩国」を完成させた。
天明元年（1781年）8月26日、死去。享年42。家督は嫡男元長が相続した。